# Cyanthillium
Cyanthillium es un género de plantas fanerógamas de la familia de las asteráceas. Comprende 50 especies descritas y de estas, solo 8 aceptadas.

## Taxonomía
El género fue descrito por Carl Ludwig Blume y publicado en Bijdragen tot de flora van Nederlandsch Indië 15: 889–890. 1826. La especie tipo es Cyanthillium villosum Blume.

## Especies aceptadas
A continuación se brinda un listado de las especies del género Cyanthillium aceptadas hasta julio de 2015, ordenadas alfabéticamente. Para cada una se indica el nombre binomial seguido del autor, abreviado según las convenciones y usos.
- Cyanthillium albicans (DC.) H.Rob. -   India
- Cyanthillium cinereum (L.) H.Rob. - Asia + África; naturalizada América incluida Florida
- Cyanthillium conyzoides (DC.) H.Rob. - India
- Cyanthillium hookerianum (Arn.) H.Rob. - Sri Lanka
- Cyanthillium patulum (Dryand. ex Dryand.) H.Rob. - Asia, Madagascar
- Cyanthillium stelluliferum (Benth.) H.Rob. - tropical África
- Cyanthillium vernonioides (Muschl.) H.Rob. - central África
- Cyanthillium wollastonii (S.Moore) H.Rob. - África